# Pakistanische Botschaft in Berlin

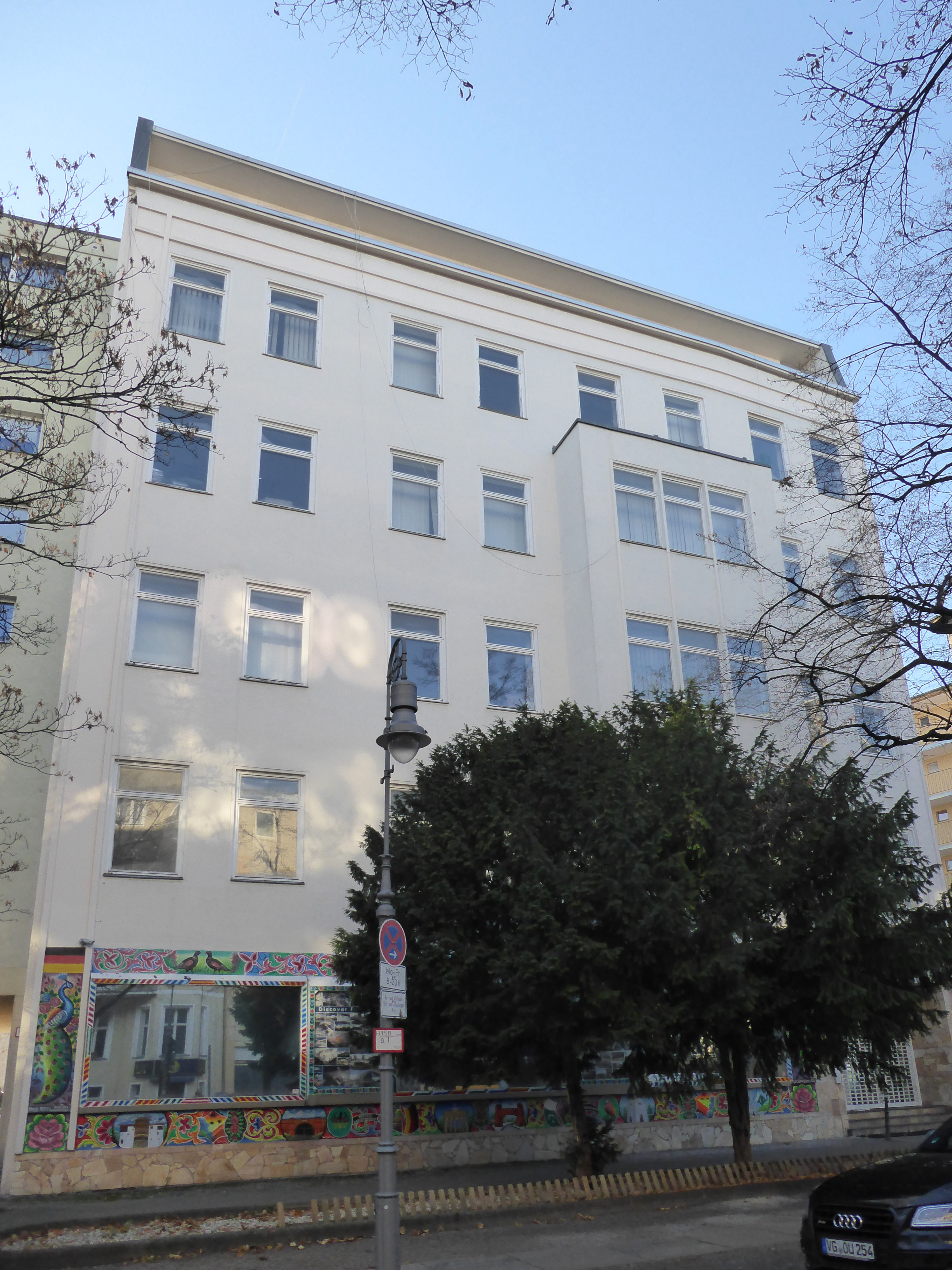
Pakistanische Botschaft in Berlin-Wilmersdorf, Schaperstraße 29

Die pakistanische Botschaft in Berlin ist die diplomatische Vertretung Pakistans in Deutschland. Das Botschaftsgebäude befindet sich in der Schaperstraße 29 im Berliner Ortsteil Wilmersdorf des Bezirks Charlottenburg-Wilmersdorf.

## Grundsatzaufgaben
Wie bei allen Botschaften bestehen die wichtigsten Aufgaben in der
- zweiseitigen Kooperation auf den Gebieten Wirtschaft, Wissenschaft und Kultur durch Informationen, Dialoge und Konferenzen
- Unterstützung von mittelständischen Unternehmen bzw. Investoren bei ihren Aktivitäten in Pakistan
- Förderung des gegenseitigen Tourismus und des Kulturaustauschs
- Vertretung aller pakistanischen Angelegenheiten in Deutschland
- Erteilung von Visa und Ausstellung von Reisepässen

## Geschichte

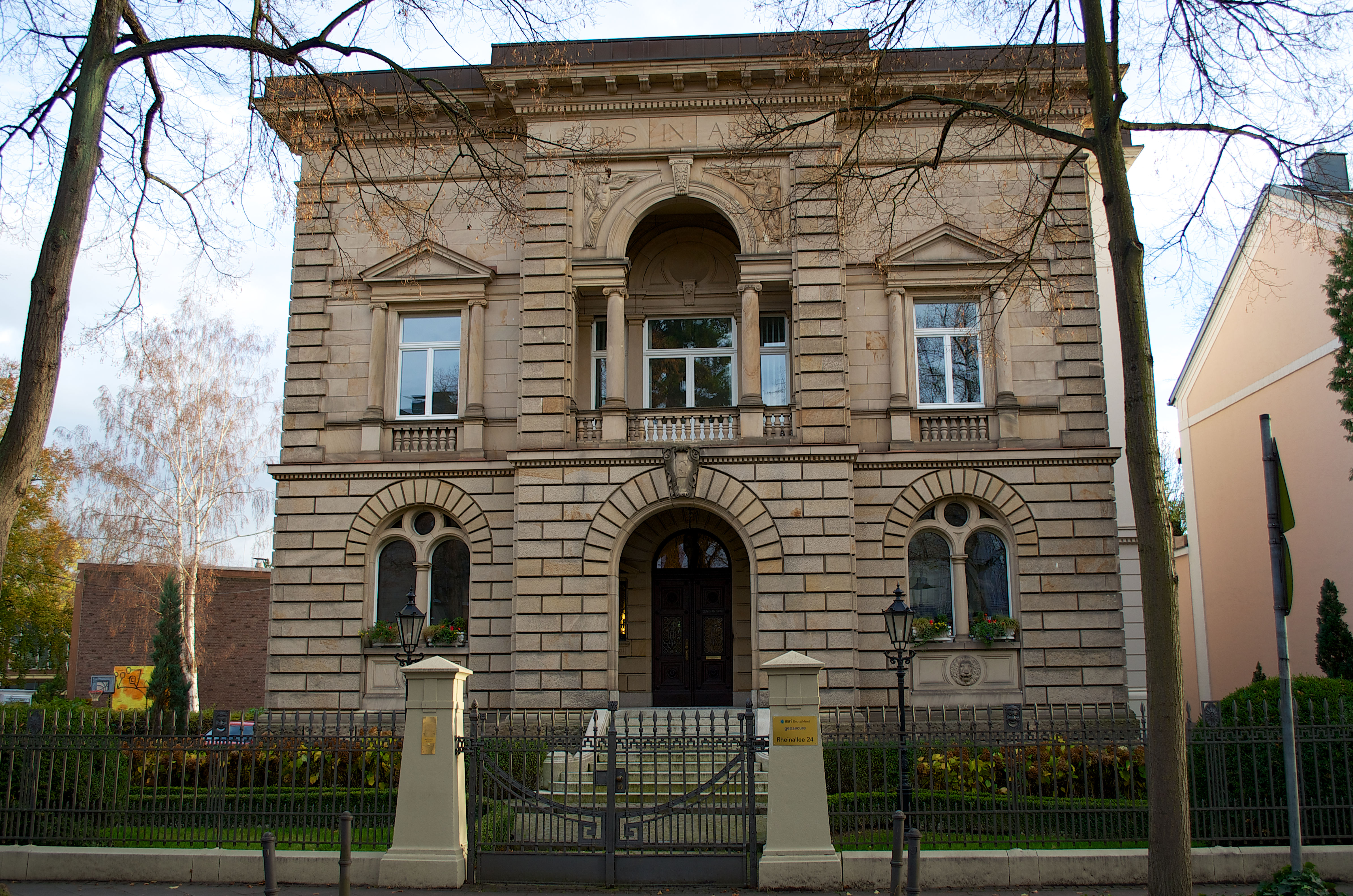
Sitz der pakistanischen Botschaft in Bad Godesberg (1952–1999)

Pakistan ist ein 1947 aus den mehrheitlich muslimischen Teilen des früheren Britisch-Indien ausgegründeter völkerrechtlich unabhängiger Staat. Seit 1952 unterhält er diplomatische Beziehungen mit der Bundesrepublik Deutschland. Das Botschaftsgebäude befand sich bis 1999 im Bonner Stadtbezirk Bad Godesberg, Ortsteil Godesberg-Villenviertel, Rheinallee 24 (Villa Schorlemmer). Die Residenz, also der Wohnsitz der Botschafterfamilie, stand dagegen in Königswinter, Hauptstraße 330 (Villa Leonhart).
Pakistan und die DDR nahmen am 15. November 1972 diplomatische Beziehungen auf. Die pakistanische Botschaft befand sich bis zu ihrer Schließung im Jahr 1990 in der Ost-Berliner Otto-Grotewohl-Straße 3a (seit 1993 Wilhelmstraße 66) in Berlin-Mitte. Im gleichen Gebäude waren auch die Botschaften Afghanistans, Griechenlands, der Philippinen, Portugals, Schwedens, Simbabwes und Zaires untergebracht. Nach der politischen Wende in der DDR zogen ab Anfang der 1990er Jahre alle diplomatischen Vertretungen aus. Anschließend wurde das Gebäude zu einem Büro- und Geschäftshaus umgebaut und in Teilen vermietet.
Nach dem Umzug der Regierung nach Berlin suchte Pakistan in der deutschen Hauptstadt ein neues geeignetes Gebäude für seine Botschaft und fand es in einem früheren Wohnhaus in Berlin-Wilmersdorf. Nach einem der zukünftigen Verwendung angepassten Umbau bezogen die Botschaftsmitarbeiter im Jahr 1999 das Gebäude.
Die Botschaft in Berlin unterhält Konsulate in folgenden Städten:
- Frankfurt am Main, Eschenbachstraße 28: Generalkonsulat, zuständig für die Bundesländer Baden-Württemberg, Bayern, Hessen, Nordrhein-Westfalen, Rheinland-Pfalz, Saarland und Thüringen
- Düsseldorf: Honorarkonsulat für Nordrhein-Westfalen
- Hamburg: Honorarkonsulat für Hamburg, Bremen und Niedersachsen
- Pullach im Isartal: Honorarkonsulat für Bayern und Baden-Württemberg

## Botschaftsgebäude in Berlin
Das seit 1999 von Pakistan als Botschaft genutzte Gebäude entstand in seiner heutigen Form erst nach dem Zweiten Weltkrieg. Zuvor befand sich an gleicher Stelle ein gutbürgerliches Haus mit einem Major (W. Fordan) als Eigentümer, einem adligen Portier und sechs Mietsparteien.
Das aktuelle Gebäude besteht aus einem rechteckigen Baukörper mit rund 280 m² Grundfläche und fünf Etagen mit einem straßenseitigen Erkerbereich zwischen dem ersten und dem dritten Stockwerk. Unter dem Dach befindet sich eine offene Etage. Die Erdgeschossfenster sind mit einem bunten Band volkskünstlicher Motive umrahmt.

## Liste der Botschafter Pakistans in Deutschland
(ohne akademische Titel oder Anrede) 
| lfd. Nr. | Namen                   | von           | bis           | Bemerkungen |
| -------- | ----------------------- | ------------- | ------------- | --- |
| 01       | Omar Hayat Malik        | 13. Feb. 1952 | 15. Jan. 1955 | |
| 02       | Jalaluddin Abdur Rahim  | 25. Nov. 1955 | 15. Juni 1959 | |
| 03       | Mian Ziaud Din          | 7. Juli 1959  | 30. Juni 1961 | |
| 04       | Muhammad Ayub           | 7. Juli 1961  | 2. Sep. 1964  | |
| 05       | Abdur Rahman Khan       | 3. Sep. 1964  | 9. Jan. 1970  | |
| 06       | Jamshed Gustadji Kharas | 20. Jan. 1970 | 8. Juni 1972  | |
| 07       | Sajjad Hyder            | 30. Juni 1972 | 23. Mai 1975  | |
| 08       | Samiullah Khan Dehlavi  | 27. Jan. 1975 | 5. Sep. 1976  | |
| 09       | Iftikhar Ali            | 10. Jan. 1977 | 29. Nov. 1980 | |
| 10       | Jamshed K.A. Marker     | 11. Dez. 1980 | 31. Mai 1982  | |
| 11       | S. A. D. Bukhari        | 28. Juni 1982 | 29. Sep. 1984 | |
| 12       | Abdul Waheed            | 20. Dez. 1982 | 9. Nov. 1987  | In Bonn sorgte Waheed dafür, dass der pakistanische Staat das Know-how für die Herstellung von Kernwaffen erlangte. |
| 13       | Mahdi Masud             | 14. März 1988 | 1. Apr. 1989  | |
| 14       | Najmuddin A. Shaikh     | 13. Nov. 1989 | 13. Okt. 1990 | |
| 15       | Mujahid Hussain         | 21. Mai 1991  | 1. Mai 1994   | |
| 16       | Muhammad Asad Durrani   | 10. Mai 1994  | 9. Mai 1997   | |
| 17       | Gul Haneef              | 26. Mai 1997  | 20. Feb. 2001 | |
| 18       | Asif Ezdi               | 29. Aug. 2001 | 10. Aug. 2007 | |
| 19       | Shahid Ahmad Kamal      | 27. Sep. 2007 | 31. Dez. 2011 | |
| 20       | Abdul Basit             | 5. Mai 2012   | 1. März 2014  | |
| 21       | Syed Hasan Javed        | 1. Mai 2014   | 31. Okt. 2015 | setzte sich unter anderem für eine verstärkte Zusammenarbeit zwischen dem Freistaat Bayern, dem Freistaat Sachsen und Pakistan auf den Gebieten der Hochschulbildung und der erneuerbaren Energien ein. Zusammen mit dem Honorarkonsulat wurde auf Syeds Initiative das deutsch-pakistanische Wirtschaftsforum „GATE-Pakistan“ gegründet. |
| 22       | Jauhar Saleem           | 3. Feb. 2016  | April 2020    | Im Oktober 2015 wurde er in sein neues Amt berufen, das er im Februar 2016 antrat. |
| 23       | Mohammad Faisal         | 8. Juni 2020  | 2023          | |
| 24       | Saqlain Syedah          | 23. Okt. 2023 |               | |

## Verkehrsanbindung und Umgebung
Die Botschaft ist mit den U-Bahn-Linien U3 und U9 (Bahnhof Spichernstraße) sowie mit den Omnibus-Linien 204 und 249 erreichbar.
Im Umkreis von weniger als einem Kilometer befinden sich die Botschaften von Ecuador, Argentinien, Uruguay und Jemen sowie die Kulturabteilung der saudi-arabischen Botschaft.